# Edgware
Pour la station de métro, voir Edgware (métro de Londres).
Edgware est une ville britannique, située dans le district londonien de Barnet (Angleterre). Découpée en cinq wards (quartier), elle compte 76 056 habitants en 2011.
Elle est desservie par la station de métro éponyme, au terminus de la Northern line. 
John Bercow y naît en 1963.